# Blå Korset
Blå Korset är en internationell nykterhetsrörelse med rötterna i den förkunnelse som irländaren Francis Murphy på 1870-talet spred med början i USA och sedan vidare i världen.
Namnet och symbolen Blå Korset (La Croix Bleu) framtogs 1881 i Schweiz av Louis-Lucien Rochat. Rörelsen spred sig sedan till bland annat Belgien (1885), Tyskland (1885), Frankrike (1892), Danmark (1895), Färöarna (1904) och Norge (1906).  I Danmark var Det Blaa Kors tidigare landets näst största nykterhetsorganisation.
Sveriges Blåbandsförbund och Finska Blå Bandet är också medlemsorganisationer.